# Darío Figueroa
Darío Figueroa (født 13. februar 1978) er en tidligere argentinsk fodboldspiller.